# Lanuéjols (Gard)
Lanuéjols is een gemeente in het Franse departement Gard (regio Occitanie) en telt 330 inwoners (1999). De plaats maakt deel uit van het arrondissement Le Vigan.

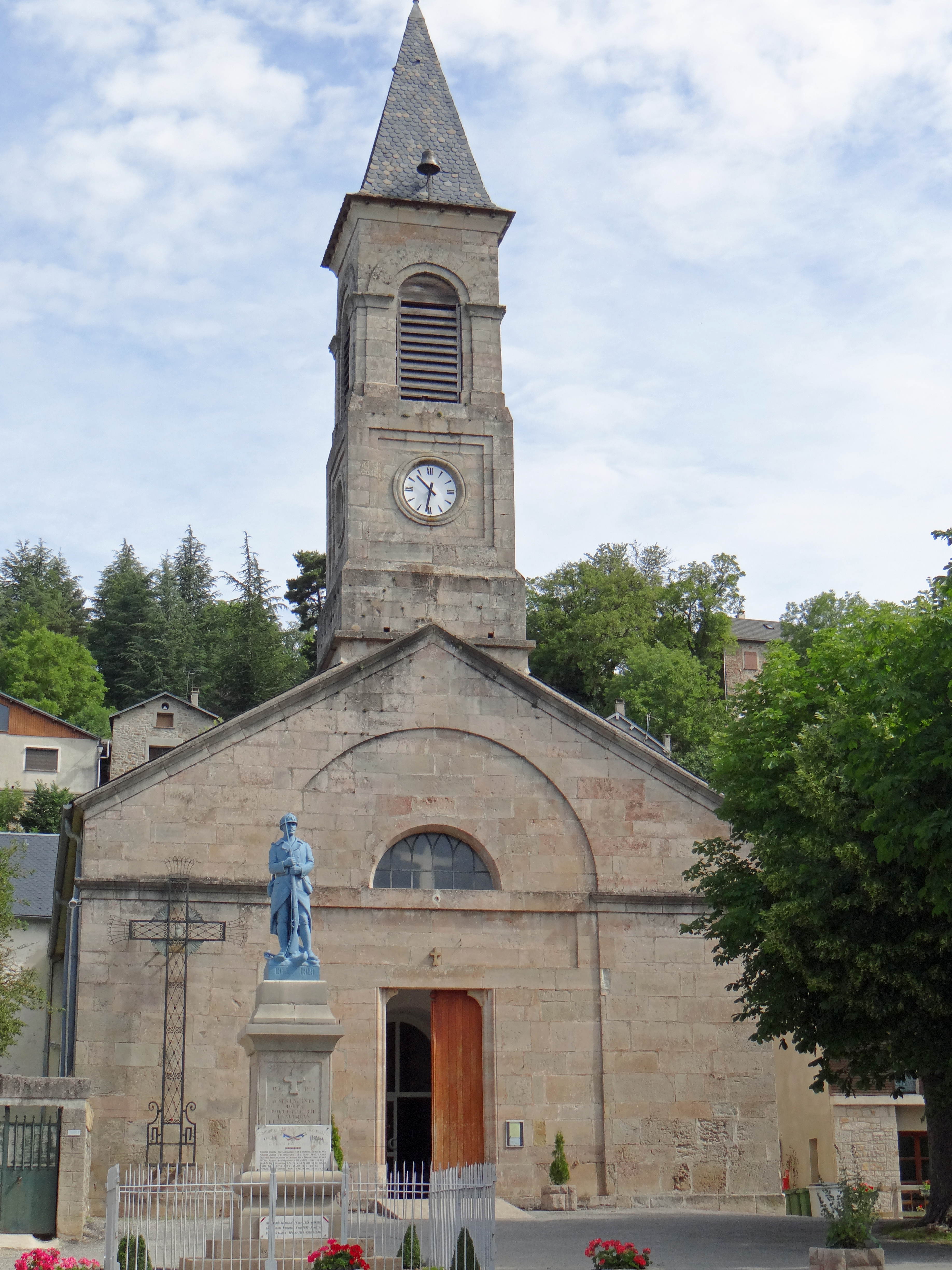
Kerk van Saint-Laurent in Lanuéjols
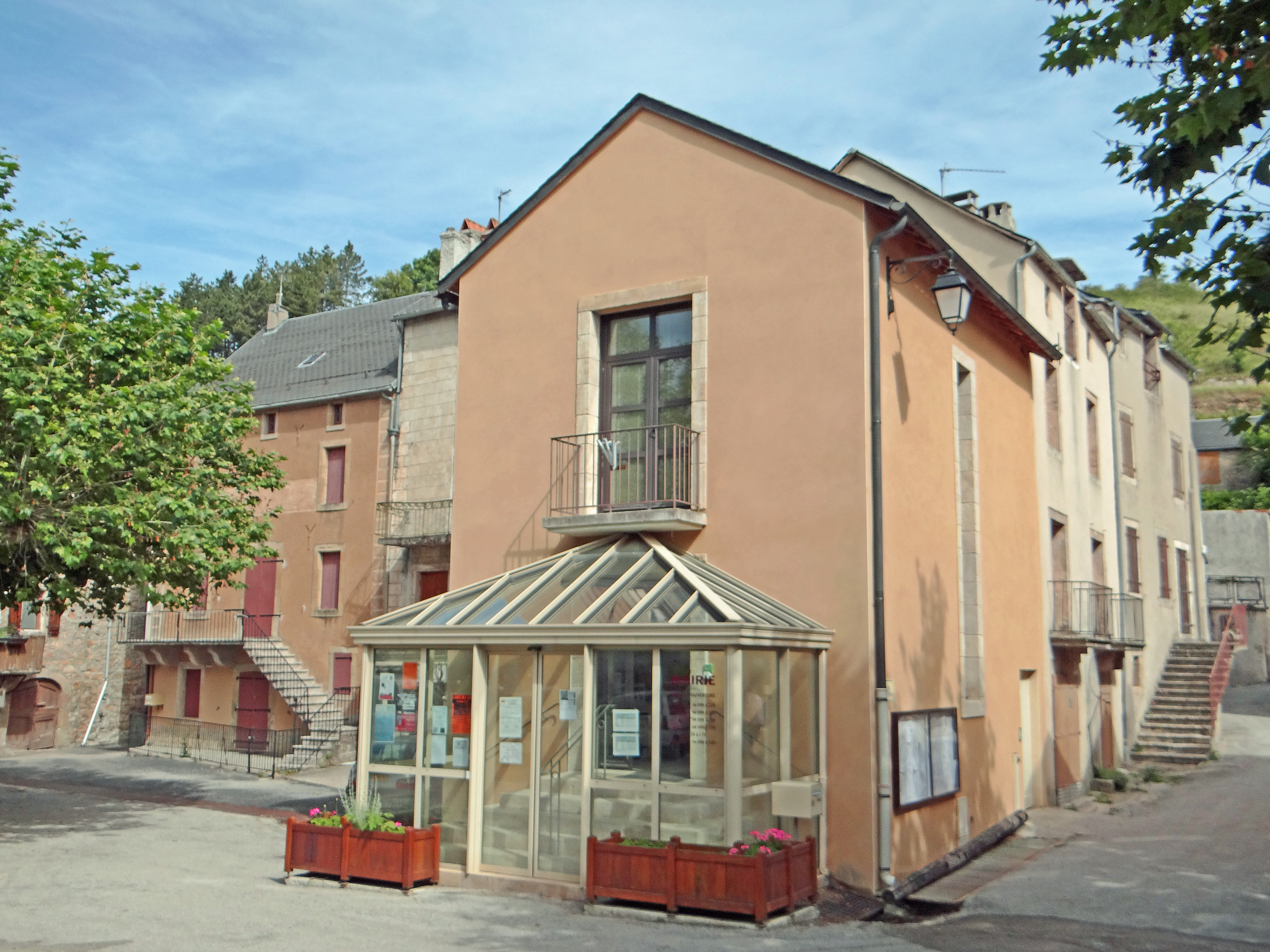
Gemeentehuis

## Geografie
De oppervlakte van Lanuéjols bedraagt 60,8 km², de bevolkingsdichtheid is 5,4 inwoners per km².

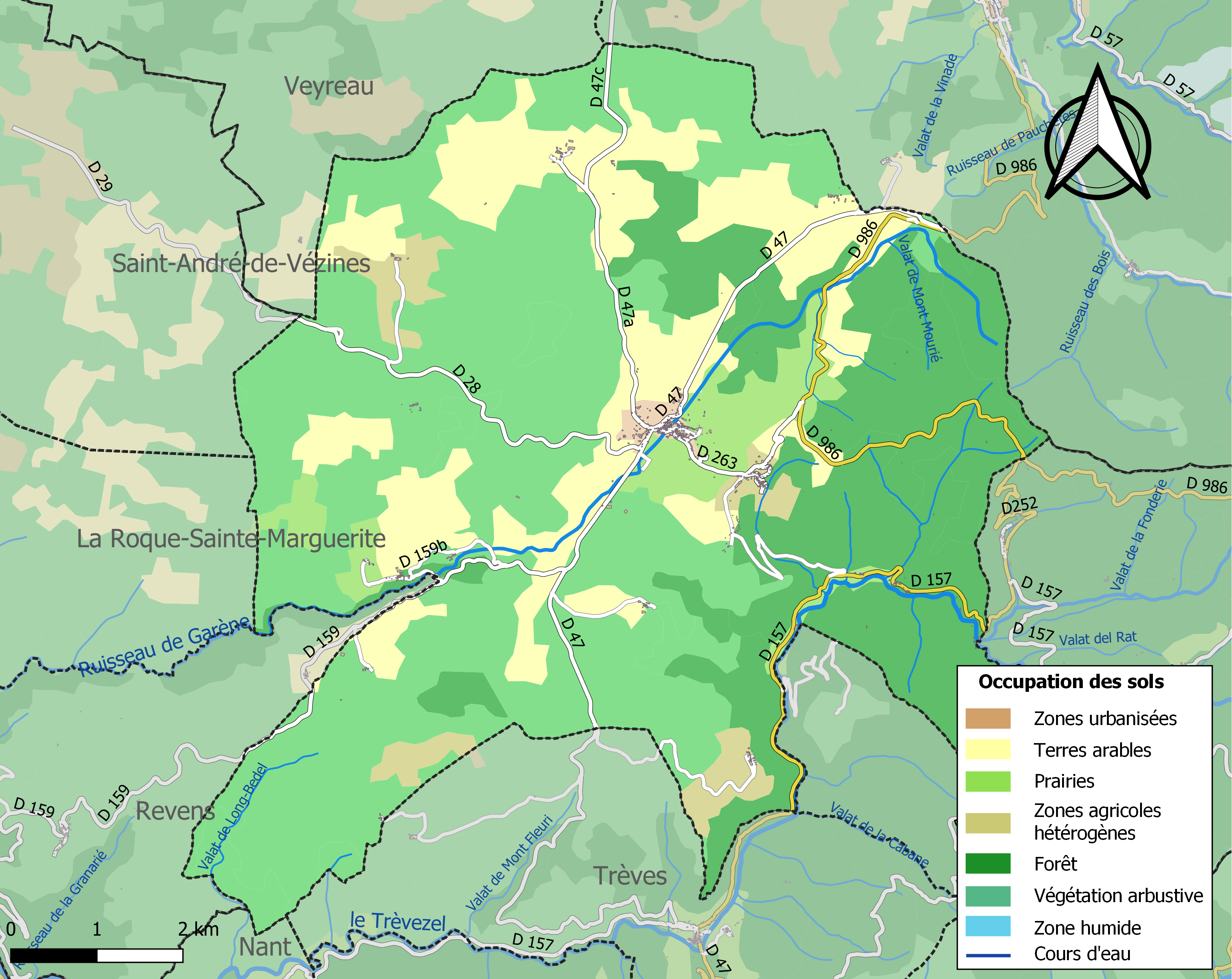
Kaart van de gemeente met de belangrijkste infrastructuur, bodemgebruik en omliggende gemeenten

## Demografie
Onderstaande figuur toont het verloop van het inwonertal (bron: INSEE-tellingen).
1. ↑  Populations de référence 2022.